# Love in the Villa
Love in the Villa is een Amerikaanse romantische komedie.

## Verhaal
Het verhaal speelt zich af in Verona, Italië. Het gaat over een dubbele boeking gemaakt door Silvio in een villa met de naam La Villa Romantica. Dus moeten Julie, een lesgeefster, en Charlie, een wijnimporteur, de week samen doorbrengen. Eerst willen ze elkaar het huis uit jagen totdat de vonk overslaat. De problemen komen pas wanneer Cassie, Charlies ex die ook ontwerpster is, en Brandon, Julies ex die ook OM is, hun lief komen verrassen.

## Rolverdeling
- Kat Graham - Julie Hutton
- Tom Hopper - Charlie Fletcher